# Karl Bülch
Conrad Bernhard Karl Bülch, auch Carl Bülch (* 31. Januar 1792 in Malchin; † 4. Januar 1844 ebenda) war ein deutscher Befreiungskämpfer, Pädagoge sowie Pionier und Förderer der Turnbewegung in Mecklenburg.

## Leben
Karl Bülch war Sohn des Kaufmanns Albrecht Carl Bülch. Er studierte nach dem Schulbesuch ab 2. Oktober 1810 Theologie an der Universität Jena und wurde hier Mitglied des Corps Vandalia Jena. Ostern 1812 wechselte er an die Universität Rostock. und schloss sich der Landsmannschaft Rostochia Rostock an. 1813 bis 1815 war er Teilnehmer der Befreiungskriege, zunächst im Lützowschen Freikorps als Oberjäger und Feldwebel. Mit der Überleitung des Freikorps in die reguläre Preußische Armee wurde er mit Patent vom 11. Januar 1814 zum Sekondeleutnant ernannt und in das neu aufgestellte Infanterie-Regiment „von Horn“ (3. Rheinisches) Nr. 29 übernommen. Im April 1814 zum 1. Bergischen Infanterie-Regiment versetzt, nahm er zum 1. Juli 1814 seinen Abschied.
Von 1818 bis 1824 war er als Subrektor der Gelehrtenschule in Friedland (Mecklenburg) tätig und trat hier, wo 1814 mit dem TSV 1814 Friedland der älteste Turnvereine Deutschlands gegründet worden war, als Förderer des Turnens, als Turnwart und als Turnlehrer hervor. 1824 wurde Bülch zum Rektor der Lateinschule in seiner Heimatstadt Malchin bestellt. Bülch wurde Gründer des Turnens in Malchin und initiierte die Anlegung eines Turnplatzes. Er war Mitglied der Malchiner Schützenzunft und wurde 1831 deren Schützenoberst. Bülch war Mitglied im Verein für mecklenburgische Geschichte und Altertumskunde.
Bülchs Name ist auf einer Ehrentafel für Teilnehmer der Befreiungskriege in der Malchiner Hauptpfarrkirche St. Johannis verewigt. Zu seinem 20. Todestag 1864 in Malchin ein Gedenkstein als Denkmal gesetzt, welches sich bei der Grundschule in der nach ihm benannten Rektor-Bülch-Straße befindet. Es steht unter Denkmalschutz.